# Catinella
Catinella — рід грибів родини Dermateaceae. Назва вперше опублікована 1907 року.

## Класифікація
До роду Catinella відносять 7 видів:
- Catinella disseminata
- Catinella elastica
- Catinella melanochlora
- Catinella nigroolivacea
- Catinella nigroolivacea
- Catinella nigroolivacea
- Catinella olivacea